# Rodica Stănoiu
Rodica Mihaela Stănoiu (n. 10 mai 1939, Nucet, România) este un politician român, senator în legislatura 1996-2000 ales în județul Olt pe listele partidului PDSR, ministru al justiției între 2000-2004 în cabinetul Năstase. Pe 10 martie 2004 a fost numită consilier prezidențial pentru securitate națională, respectiv șef al administrației prezidențiale, de președintele Ion Iliescu. La alegerile legislative din 2004 a fost aleasă senator de Olt, din partea PSD. Rodica Stănoiu a fost căsătorită cu Șerban Viorel Stănoiu (1940 - 2017), desemnat de Ion Iliescu judecător la Curtea Constituțională, din partea Președinției României, cu mandat din 2001 până în 2007. În legislatura 1996-2000, Rodica Stănoiu a fost membră în grupurile parlamentare de prietenie cu Republica Arabă Egipt, Republica Venezuela și Regatul Unit al Marii Britanii și Irlandei de Nord. În legislatura 2000-2004, Rodica Stănoiu a fost membră în grupul parlamentar de prietenie cu Albania. În legislatura 2004-2008, Rodica Stănoiu a fost membră în grupurile parlamentare de prietenie cu Canada, Republica Bulgaria, Republica Elenă și Republica Franceză - Senat. 
Rodica Stănoiu a fost membră în Partidul Social-Democrat până în septembrie 2006. În ianuarie 2007 a aderat la Partidul Conservator, condus de Dan Voiculescu.
A fost acuzată că a făcut poliție politică din anul 1963 până în 1987 și că a semnat note informative sub pseudonimele Sanda și Georgeta. La data de 19 iunie 2012, Curtea de Apel Oradea a respins ca nefondată contestația formulată de contestatoarea Rodica Stănoiu împotriva deciziei CNSAS din data de 6 februarie 2007, prin care s-a stabilit calitatea acesteia de colaborator al Securității, astfel că a fost confirmată decizia prin care aceasta a fost declarată colaborator al Securității.
Rodica Stănoiu a pierdut definitiv procesul intentat Consiliului Național pentru Studierea Arhivelor Securității. ”Respinge recursul declarat de Stănoiu Mihaela Rodica împotriva sentinței nr. 213 din 19 iunie 2012 a Curții de Apel Oradea - Secția a II-a civilă, de contencios administrativ și fiscal, ca nefondat”, au stabilit magistrații Înaltei Curți de Casație și Justiție. Potrivit CNSAS, Rodica Stănoiu a dat note informative sub numele conspirativ „Sanda”,
în perioada 1983-1987. CNSAS a stabilit că între 1983 și 1985 Rodica Stănoiu a furnizat informații semnate cu numele "Sanda", iar între 1986 și 1987, a semnat notele informative sub numele conspirativ "Georgeta".
Rodica Stănoiu este profesor universitar și l-a avut doctorand pe procurorul Cristian Panait, decedat în 10 aprilie 2002 în împrejurări neobișnuite.

## Lucrări publicate
- Rodica Mihaela Stănoiu, Asistența juridică internațională în materie penală, București, Editura Academiei Republicii Socialiste România, 1975;
- Rodica Mihaela Stănoiu, Metode și tehnici de cercetare în criminologie, București, Editura Academiei Republicii Socialiste România, 1981.